# Highland Road Park Observatorium

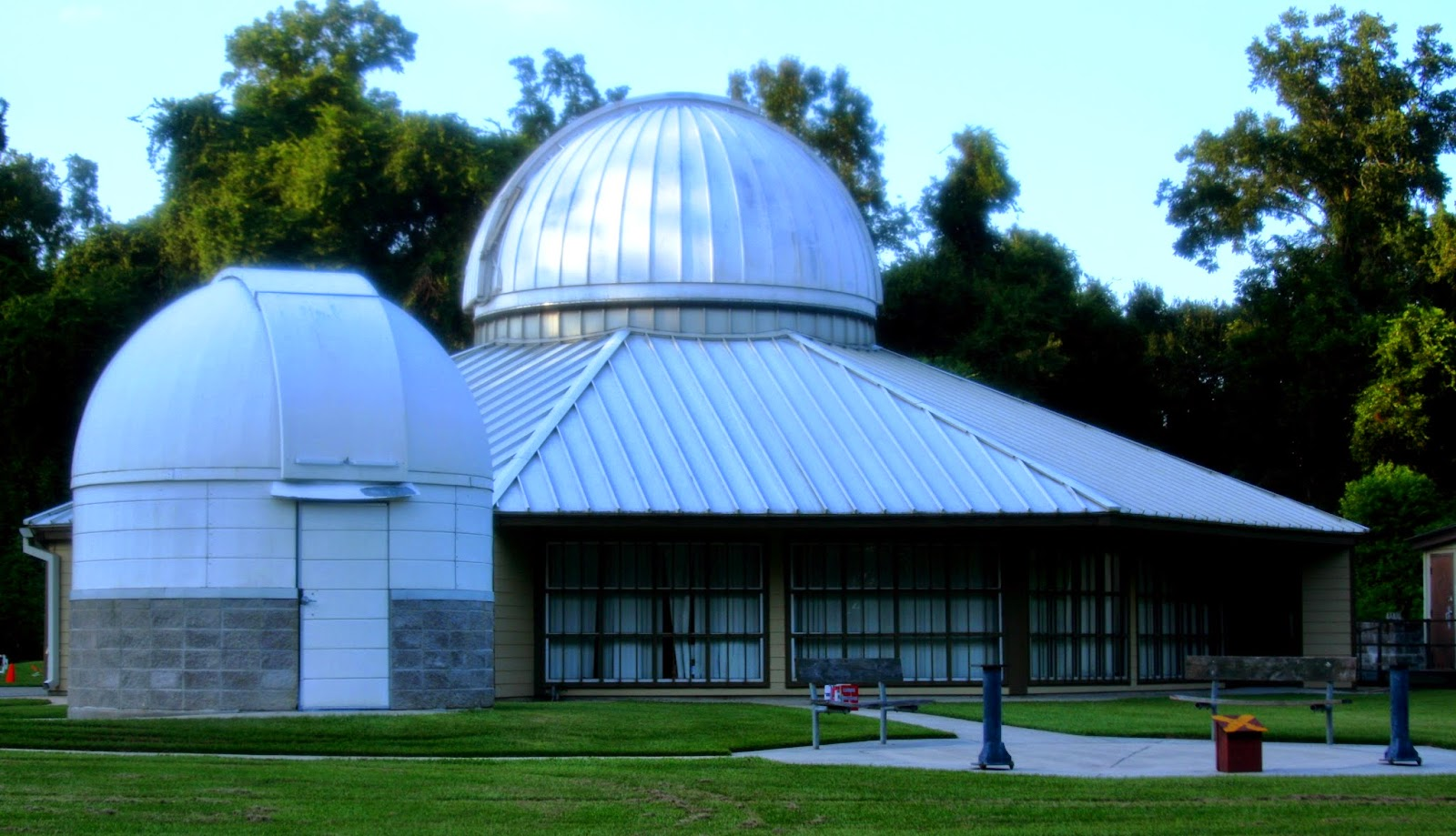
Highland Road Park Observatorium

Das Highland Road Park Observatorium (engl. Highland Road Park Observatory; Sternwarten-Code 428), auch als Baton Rouge Observatory bezeichnet, ist ein astronomisches Observatorium in Baton Rouge im US-Bundesstaat Louisiana auf einer Höhe von 5 Metern ü. d. M. Es wird gemeinschaftlich von der astronomischen Fakultät der Louisiana State University, der Baton Rouge Astronomical Society und The Recreation & Park Commission for the Parish of East Baton Rouge betrieben. Als Hauptinstrument steht ein Ritchey-Chrétien-Cassegrain-Teleskop mit einer Öffnung von 510 mm (20") zur Verfügung.

## Referenzen
- Lutz D. Schmadel (2003). Dictionary of Minor Planet Names. ISBN 3-540-00238-3.